# Museo Judío de Casablanca
El Museo Judío de Casablanca (en francés: Musée du Judaïsme Marocain de Casablanca; en árabe en árabe: متحف البيضاء المغربية اليهودية‎) es un museo de historia judía dedicado a preservar la memoria de las diversas comunidades judías que han existido en Marruecos. Es el único museo judío que se encuentra hoy en día en el Mundo Árabe. El museo reúne más de 2.000 años de historia y tradiciones de los judíos marroquíes. Pertenece a la Fundación del Patrimonio Cultural Judeo-Marroquí.
El museo, el cual fue inaugurado en el año 1996, se encuentra en la ciudad de Casablanca. Entre sus colecciones se pueden encontrar objetos tales como mezuzot, pergaminos de la Torá, bancos de sinagogas, menorot, monedas acuñadas en idioma hebreo, libros y placas escritas en judeoárabe marroquí, haquetía y judeoberéber, trajes de boda y otros empleados en días de fiesta tradicional, fotografías y hasta videos de las diversas comunidades judías del país.